# Mianownik (przypadek)
Mianownik (łac. nominativus) – przypadek, w którym rzeczownik występuje w roli podmiotu. W mianowniku występuje zazwyczaj forma słownikowa.
Przypadek ten występuje m.in. w języku polskim, w innych językach słowiańskich, w niemieckim, w węgierskim, w łacinie, w staroangielskim itd. W języku angielskim forma słownikowa bywa określana jako subiectivus (ang. subjective case), ponieważ ma inny zakres użycia niż standardowy mianownik. W języku tym jedynie zaimki osobowe rozróżniają subiectivus (I, we, you, he, she, it, they) i obliquus (ang. oblique case – me, us, you, him, her, it, them).
W językach nominatywno-akuzatywnych mianownik jest zwykłą i najbardziej naturalną formą takich części mowy, jak rzeczowniki, przymiotniki, zaimki, liczebniki. W wielu językach (np. w węgierskim) nie ma wykładnika morfologicznego (np. końcówki) – wówczas forma mianownika równa jest tematowi wyrazu. W innych językach (np. w łacinie) mianownik zwykle ma specjalną końcówkę. W języku polskim część rzeczowników, zaimków i liczebników ma mianownik bezkońcówkowy (z końcówką zerową), np. człowiek, kot, palec, rzecz, on, jeden, inne mają mianownik z końcówką niezerową, np. mężczyzn-a, złot-y, dzieck-o, kobiet-a, dług-i, pierwsz-y.
W językach nominatywno-absolutywnych (aktywnych) mianownik oznacza podmiot przy czasowniku przechodnim lub podmiot aktywny przy (aktywnym) czasowniku nieprzechodnim. Dla wyrażenia podmiotu nieaktywnego przy (statycznym) czasowniku nieprzechodnim używany jest inny przypadek, absolutivus.